# أمازون أليكسا
يعد أمازون أليكسا، المعروف ببساطة باسم أليكسا، مساعدًا ذكياً افتراضيًا طورته أمازون، واستخدم لأول مرة في أمازون إيكو وأمازون إيكو دوت السماعات الذكية التي طورها مختبر الأمازون 126. إنه قادر على التفاعل الصوتي، تشغيل الموسيقى، إعداد قوائم المهام، إعداد الإنذارات، بث مقاطع صوتية، تشغيل الكتب المسموعة، وتوفير الطقس، وحركة المرور، والرياضة، وغيرها من المعلومات في الوقت الحقيقي، مثل الأخبار. يمكن لـ أليكسا أيضًا التحكم في العديد من الأجهزة الذكية باستخدام نفسها كنظام أتمتة منزلي. يمكن للمستخدمين توسيع إمكانات أليكسا عن طريق تثبيت «مهارات» (وظائف إضافية طورها بائعون تابعون لجهات خارجية، في إعدادات أخرى تسمى التطبيقات الأكثر شيوعًا مثل برامج الطقس وميزات الصوت).
تسمح معظم الأجهزة التي تستخدم أليكسا للمستخدمين بتنشيط الجهاز باستخدام كلمة تنبيه (مثل أليكسا)؛ تتطلب الأجهزة الأخرى (مثل تطبيق أمازون للجوال على ايأو إس أو أندرويد وأمازون داش ووند) من المستخدم الضغط على زر لتنشيط وضع استماع أليكسا. حاليًا، يتوفر التفاعل والتواصل مع أليكسا باللغة الإنجليزية والألمانية والفرنسية والإيطالية والإسبانية و البرتغالية واليابانية والهندية فقط. في كندا، يتوفر أليكسا باللغتين الإنجليزية والفرنسية (مع لهجة كيبيك).
اعتبارًا من نوفمبر 2018، كان لدى أمازون أكثر من عشرة آلاف موظف يعملون على أليكسا والمنتجات ذات الصلة. في يناير 2019، أعلن فريق أجهزة أمازون عن بيع أكثر من 100 مليون جهاز يدعم أمازون.
في شهر سبتمبر، أطلقت 2019 أمازون العديد من الأجهزة الجديدة التي حققت العديد من السجلات بينما كانت تنافس صناعة المنازل الذكية في العالم. أصبح ستوديو إيكو الجديد أول مكبر صوت ذكي ب 360 صوت وصوت دولبي. من بين الأجهزة الجديدة الأخرى نقطة صدى مع ساعة خلف النسيج، وجهاز صدى أمازون الجديد، وعرض الصدى 8، وجهاز صدى إضافي، والصدى المرن، وأليكسا، سماعات أذن لاسلكية مدمجة، وبراعم الصدى، وأليكسا مدمجة النظارات، إطارات الصدى، حلقة أليكسا مدمجة، وحلقة الصدى.
في نوفمبر 2014، أعلنت أمازون أليكسا بجانب إيكو. كانت أليكسا مستوحاة من صوت الكمبيوتر ونظام المحادثة على متن مشروع المركبة الفضائية في المسلسلات التلفزيونية والأفلام الخيالية العلمية، بدءًا من Star Trek: المسلسلات الاصلية وستار تريك: الجيل القادم.
اختار مطورو شركة أمازون اسم أليكسا لأنه يحتوي على علامة X ثابتة، مما يساعد في التعرف عليه بدقة أعلى. قالوا إن الاسم يذكرنا بمكتبة الإسكندرية، التي تستخدمها أمازون أليكسا إنترنت لنفس السبب. في يونيو 2015، أعلنت أمازون عن أموال أليكسا، وهو برنامج سيستثمر في الشركات التي تصنع مهارات وتقنيات التحكم في الصوت. وقد استثمر الصندوق  دولار أمريكي مليون  دولار أمريكي في الشركات بما في ذلك المصطلحات، إيكوبي، أورانج الشيف، الكشفية إنذار، قارجيو، توي ميل، مارا، وموجيو. في عام 2016، تم الإعلان عن جائزة أليكسا لتعزيز التكنولوجيا.
في يناير 2017، عقد أول مؤتمر لـ أليكسا في ناشفيل، تينيسي، وهو تجمع مستقل للمجتمع العالمي من مطوري ومحبي أليكسا في جميع أنحاء العالم. تم الإعلان عن المتابعة باسم جديد، مشروع الصوت، وسيتم إدارته في اليوم الأول مع رئيس التعليم في امازون في أليكسا، بول كوتسينجر
.
في مؤتمر خدمات ويب أمازون إعادة اختراع في لاس فيجاس، أعلنت امازون عن أليكسا للتجارة وقدرة مطوري التطبيقات على دفع إضافات لمهاراتهم.
في مايو 2018، أعلنت أمازون أنها ستضم أليكسا إلى 35000 من منازل شركة لينار.
في تشرين الثاني / نوفمبر 2018، الأمازون افتتح أول أليكسا تحت عنوان المنبثقة متجر داخل تورونتو's Eaton Centre, عرض استخدام المنتجات أتمتة المنزل مع أمازون الذكية المتكلمين. الأمازون تبيع أيضا أليكسا الأجهزة في الأمازون الكتب وسوق الجامع للأغذية المواقع، بالإضافة إلى مول-القائمة المنبثقة في جميع أنحاء الولايات المتحدة.

## تطبيق

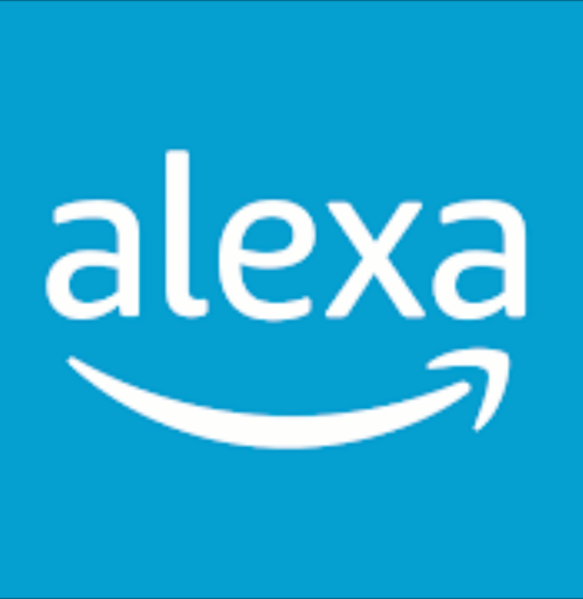

يتوفر تطبيق مصاحب من تطبيق متجر ابل ومشغل قوقل ومتجر تطبيقات امازون. يمكن استخدام التطبيق من قبل مالكي الأجهزة التي تدعم أليكسا لتثبيت المهارات والتحكم في الموسيقى وإدارة أجهزة الإنذار وعرض قوائم التسوق. كما يتيح للمستخدمين مراجعة النص الذي تم التعرف عليه على شاشة التطبيق وإرسال ملاحظات إلى امازون بشأن ما إذا كان التعرف جيدًا أم سئًا. تتوفر أيضًا واجهة ويب لإعداد أجهزة متوافقة (صدى امازون وامازون دوت وعرض صدى امازون).
يتوفر تطبيق مصاحب من تطبيق متجر ابل ومشغل قوقل ومتجر تطبيقات امازون. يمكن استخدام التطبيق من قبل مالكي الأجهزة التي تدعم أليكسا لتثبيت المهارات والتحكم في الموسيقى وإدارة أجهزة الإنذار وعرض قوائم التسوق. كما يتيح للمستخدمين مراجعة النص الذي تم التعرف عليه على شاشة التطبيق وإرسال ملاحظات إلى امازون بشأن ما إذا كان التعرف جيدًا أم سيئًا. تتوفر أيضًا واجهة ويب لإعداد أجهزة متوافقة (مثل صدى امازون وامازون دوت وعرض صدى امازون).

## المهام
يمكن أن تقوم أليكسا بعدد من الوظائف المحددة مسبقًا مثل ضبط الوقت، ومشاركة الطقس الحالي، وإنشاء قوائم، والوصول إلى مقالات ويكيبيديا، والعديد من الأشياء الأخرى. يقول المستخدمون «كلمة تنبيه» معيّنة (الافتراضي هو ببساطة «أليكسا») لتنبيه جهاز يدعم أليكسا لأمر وظيفة تالية. يستمع أليكسا للأمر ويقوم بتنفيذ الوظيفة أو المهارة المناسبة للإجابة على سؤال أو أمر. أليكسا القدرة على الإجابة على الأسئلة مدعوم جزئيا من قبل لغة ولفرام. عند طرح الأسئلة، تقوم أليكسا بتحويل الموجات الصوتية إلى نص يتيح لها جمع المعلومات من مصادر مختلفة. وراء الكواليس، يتم تحليل البيانات التي تم جمعها بواسطة تقنية وول فرم لإنشاء إجابات مناسبة ودقيقة. يمكن للأجهزة المدعومة من أليكسا بث الموسيقى من حسابات موسيقى امازون للمالك والحصول على دعم مدمج لحسابات باندورا وسبوتيفاي. يمكن لـ أليكسا تشغيل الموسيقى من خدمات البث مثلموسيقى ابل ومشغل موسيقى قوقل من هاتف أو جهاز لوحي.
بالإضافة إلى أداء وظائف محددة مسبقًا، يمكن لـ أليكسا أيضًا أداء وظائف إضافية من خلال مهارات الطرف الثالث التي يمكن للمستخدمين تمكينها. شملت بعض من مهارات أليكسا الأكثر شهرة في عام 2018 «مسألة اليوم» و «مسابقة الجغرافية العالمية» من أجل التوافه؛ «بث تنلن» للاستماع إلى الأحداث الرياضية الحية ومحطات الأخبار؛ «بق سكاي» للحصول على تحديثات الطقس المحلية الشديدة؛ «أصوات النوم والاسترخاء» للاستماع إلى الأصوات الهادئة؛ «شارع السمسم» لترفيه الأطفال؛ و «فيتبيت» لمستخدمي فيتبيت الذين يرغبون في التحقق من إحصائياتهم الصحية.

### التقدم التكنولوجي
اعتبارًا من أبريل 2019، كان لدى امازون أكثر من 90,000 وظيفة («مهارات») متاحة للمستخدمين للتنزيل على أجهزتهم التي تدعم أليكسا، زيادة هائلة من 1000 وظيفة فقط في يونيو 2016. أصبح مايكروسوفت كورتانا متاحًا للاستخدام على الأجهزة التي تم تمكين أليكسا اعتبارًا من أغسطس 2018. في عام 2018، أطلقت أمازون «وضع موجز» جديد، حيث يبدأ أليكسا في الاستجابة بصوت صفير بدلاً من قول «حسنًا» لتأكيد استلام أمر. في 20 ديسمبر 2018، أعلنت أمازون تكامل جديد مع ولفرام ألفا الجواب محرك، التي تنص على تعزيز دقة للمستخدمين طرح الأسئلة أليكسا المتعلقة الرياضيات، والعلوم، والفلك، والهندسة، والجغرافيا، والتاريخ، وأكثر من ذلك.

### أتمتة المنزل
في الفضاء أتمتة المنزل، ويمكن أليكسا التفاعل مع الأجهزة من العديد من الشركات المصنعة بما في ذلك سناس، فيبارو، بلكين، ايكوبي، جيني، إفتتت، آي ان اس تي أي اوان، ليفكس، لايت ويفز، عش، فيليبس هيو، سمارت ثنقز، غمزة، ويونومي. تم إطلاق ميزة أتمتة المنزل في 8 أبريل 2015. يمكن للمطورين إنشاء مهاراتهم في المنزل الذكي باستخدام مجموعة مهارات أليكسا.
في سبتمبر 2018، أعلنت Amazon عن فرن ميكروويف يمكن إقرانه والتحكم فيه باستخدام جهاز Echo. يباع تحت علامة امازون باسكس من امازون.

### تنظيم
يمكن طلب الوجبات السريعة باستخدام أليكسا؛ اعتبارًا من مايو 2017 يتم دعم طلب الطعام باستخدام أليكسا بواسطة دومينوز بيتزا وقرب هب وبيتزا هت وسيملس ووينق ستوب. أيضا، يمكن لمستخدمي أليكسا في المملكة المتحدة طلب وجبات الطعام من خلال جست إيت. في أوائل عام 2017، أعلنت شركة ستاربكس عن إصدار تجريبي خاص لتقديم طلبات الالتقاط باستخدام أليكسا. بالإضافة إلى ذلك، يمكن للمستخدمين طلب وجبات الطعام باستخدام أمازون برايم ناو عبر أليكسا في 20 مدينة أمريكية كبرى. مع إدخال مفتاح امازون في نوفمبر 2017، تعمل أليكسا أيضًا مع القفل الذكي وأليكسا كلاود كام المضمنة في الخدمة للسماح لشركات البريد الأمازون بفتح الأبواب الأمامية للعملاء وتقديم الطرود في الداخل.
وفقًا لمقال نشرته ذى انفورميشن في شهر أغسطس من عام 2018، فإن 2% فقط من مالكي أليكسا قد استخدموا الجهاز لإجراء عملية شراء خلال الأشهر السبعة الأولى من عام 2018 ولأولئك الذين قاموا بعملية شراء مبدئية، فإن 90% منهم لم يجروا عملية شراء ثانية.

### موسيقى
تدعم أليكسا العديد من خدمات البث المباشر والمستندة إلى الاشتراك على أجهزة امازون. تتضمن خدمات البث هذه: برايم ميوزك وامازون ميوزك وامازون ميوزك انليميتد وابل ميوزك وتيونين واي هارت راديو واوديبل وباندورا وسبوتيفي بريميوم. ومع ذلك، لا تتوفر بعض هذه الخدمات الموسيقية على المنتجات الأخرى التي تدعم أليكسا والتي يتم تصنيعها من قبل شركات خارج خدماتها. يتضمن هذا التوافر أيضًا أجهزة أو أجهزة تلفاز فاير فاير الخاصة بشركة امازون.
أليكسا قادر على دفق الوسائط والموسيقى مباشرة. للقيام بذلك، يجب أن يكون جهاز أليكسا مرتبطًا بحساب امازون، والذي يتيح الوصول إلى مكتبة موسيقى امازون، بالإضافة إلى أي كتب صوتية متوفرة في مكتبة اوديبل. يتمتع أعضاء رئيس الامازون بقدرة إضافية على الوصول إلى المحطات وقوائم التشغيل وأكثر من مليوني أغنية مجانًا. يمكن لمشتركي موسيقى امازون غير المحدود الوصول إلى قائمة بملايين الأغاني.
يتيح موسيقى أمازون للكمبيوتر الشخصي تشغيل الموسيقى الشخصية من مشغل قوقل وآي تونز وغيرها على جهاز أليكسا. يمكن القيام بذلك عن طريق تحميل مجموعة واحدة على ماي ميوزك على امازون من جهاز كمبيوتر. يمكن تحميل ما يصل إلى 250 أغنية مجانًا. بمجرد القيام بذلك، يمكن لايكسا تشغيل هذه الموسيقى والتحكم في التشغيل من خلال خيارات الأوامر الصوتية.

### رياضات
يتيح امازون أليكسا للمستخدم سماع التحديثات على الفرق الرياضية المدعومة. هناك طريقة للقيام بذلك تتمثل في إضافة الفريق الرياضي إلى القائمة التي تم إنشاؤها في قسم تطبيق تحديث رياضات أليكسا
يمكن للمستخدم سماع تحديثات على ما يصل إلى 15 فريقًا مدعومًا:
- ام ال اس - دوري كرة القدم الكبرى
- الدوري الإنجليزي الممتاز - الدوري الإنجليزي الممتاز
- الدوري الاميركي للمحترفين لكرة السلة
- ان سي أي أي كرة السلة للرجال - الرابطة الوطنية لألعاب القوى
- دوري أبطال أوروبا - اتحاد الاتحاد الأوروبي لكرة القدم
- كأس الاتحاد الإنجليزي - كأس التحدي لكرة القدم
- ام ال بي - دوري البيسبول
- دوري الهوكي الوطني - دوري الهوكي الوطني
- كرة قدم ان سي أي أي، اف بي اس - الرابطة الوطنية الجماعية الرياضية: تقسيم كرة القدم
- اتحاد كرة القدم الأميركي - الدوري الوطني لكرة القدم
- الدوري الألماني الدرجة الثانية
- دبليو ان بي أي - الرابطة الوطنية للسيدات لكرة السلة
- الدوري الألماني الدرجة الأولى

### المراسلة والمكالمات
هناك عدة طرق لإرسال الرسائل من تطبيق أليكسا. يمكن لـ أليكسا توصيل الرسائل إلى تطبيق أليكسا الخاص بالمستلم، بالإضافة إلى جميع أجهزة الصدى المدعومة المرتبطة بحسابات Amazon الخاصة بهم. يمكن لـ أليكسا إرسال رسائل مكتوبة فقط من تطبيق أليكسا. إذا أرسل أحدهم رسالة من جهاز صدى مرتبط، فسيتم إرساله كرسالة صوتية. لا يمكن لـ أليكسا إرسال مرفقات مثل مقاطع الفيديو والصور.
بالنسبة للأسر التي تضم أكثر من عضو واحد، يتم تجميع جهات اتصال أليكسا في جميع الأجهزة التي تم تسجيلها في الحساب المرتبط بها. ومع ذلك، في تطبيق أليكسا، لا يستطيع أحد سوى بدء محادثات مع جهات اتصال أليكسا الخاصة به. عند الوصول إلى تطبيق أليكسا أو جهاز صدى ودعمه، تكون خدمة رسائل أليكسا متاحة لأي شخص في الأسرة. يمكن سماع هذه الرسائل من قبل أي شخص يمكنه الوصول إلى المنزل. لا تحتوي ميزة المراسلة هذه بعد على حماية بكلمة مرور أو رقم تعريف شخصي مرتبط. يمكن لأي شخص لديه حق الوصول إلى رقم هاتفه المحمول استخدام هذه الميزة للاتصال بهم من خلال تطبيق أليكسا أو جهاز صدى المدعوم. تتوفر ميزة حظر التنبيهات للرسائل والمكالمات مؤقتًا من خلال استخدام ميزة «عدم الإزعاج».

### أعمال
أليكسا للتجارة هي خدمة اشتراك مدفوعة تتيح للشركات استخدام أليكسا للانضمام إلى المكالمات الجماعية وجدولة غرف الاجتماعات والمهارات المخصصة التي صممها بائعو الجهات الخارجية. عند الإطلاق، تتوفر مهارات بارزة من اس اي بي ومايكروسوفت وقوة المبيعات.

## مجموعة مهارات أليكسا
تسمح أمازون للمطورين ببناء ونشر مهارات أليكسا باستخدام مجموعة مهارات أليكسا المعروفة باسم مهارات أليكسا. تتوفر هذه المهارات التي تم تطويرها من قِبل جهات خارجية، بمجرد نشرها، عبر الأجهزة التي تدعم أليكسا. يمكن للمستخدمين تمكين هذه المهارات باستخدام تطبيق أليكسا.
يتوفر «مهارة المنزل الذكي أي بي آي»، والمقصود استخدامه من قبل الشركات المصنعة للأجهزة للسماح للمستخدمين بالتحكم في الأجهزة المنزلية الذكية.
تعمل معظم المهارات بشكل كامل تقريبًا في السحابة، باستخدام خدمة لامدا أي دبليو اس من امازون.
في أبريل 2018، أطلقت امازون برنامج بلو برنتس، وهو أداة للأفراد لبناء المهارات لاستخدامهم الشخصي.
في فبراير 2019، وسعت امازون من قدرة المخططات من خلال السماح للعملاء بنشر المهارات التي قاموا ببنائها باستخدام القوالب في متجر متجر مهارة أليكسا في الولايات المتحدة ليستخدمها أي شخص لديه جهاز يدعم أليكسا.

## خدمة صوت أليكسا
تسمح أمازون لمصنعي الأجهزة بدمج إمكانات صوت أليكسا في منتجاتهم المتصلة عن طريق استخدام خدمة الصوت أليكسا أي في اس، وهي خدمة تستند إلى مجموعة النظراء توفر واجهات برمجة التطبيقات للتفاعل مع أليكسا. تتمتع المنتجات المصممة باستخدام أي في اس بإمكانية الوصول إلى قائمة إمكانيات أليكسا المتنامية، بما في ذلك جميع مهارات أليكسا. يوفر أي في اس التعرف التلقائي على الكلام السحابي (أي اس ار) وفهم اللغة الطبيعية (ان ال يو). لا توجد رسوم للشركات التي تتطلع إلى دمج أليكسا في منتجاتها باستخدام أي في اس.
يتم إنشاء صوت امازون أليكسا بواسطة شبكة عصبية اصطناعية طويلة المدى للذاكرة.
في 25 سبتمبر 2019، يمكن لـ أليكسا ومساعد قوقل مساعدة مستخدميهم على التقدم للوظائف في ماكدونالدز باستخدام خدمات التعرف على الصوت. إنها خدمة التوظيف الأولى في العالم التي تستخدم خدمة الأوامر الصوتية. الخدمة متاحة في الولايات المتحدة وكندا وإسبانيا وفرنسا وأيرلندا وألمانيا وإيطاليا والمملكة المتحدة.
أعلنت أمازون في 25 سبتمبر 2019 أن أليكسا ستتمكن قريبًا من محاكاة أصوات المشاهير بما في ذلك صامويل جاكسون، بتكلفة 0.99 دولار لكل صوت.
في 2019، بدأ أليكسا الرد على الأوامر الصوتية الاسبانية في الأسبانية.

## أمازون ليكس
في 30 نوفمبر 2016، أعلنت أمازون أنها ستجعل تقنية التعرف على الكلام ومعالجة اللغة الطبيعية وراء أليكسا متاحة للمطورين تحت اسم امازون لكس. ستسمح هذه الخدمة الجديدة للمطورين بإنشاء مواقع الدردشة الخاصة بهم والتي يمكن أن تتفاعل بطريقة محادثة، على غرار أليكسا. إلى جانب الاتصال بمختلف خدمات امازون، فإن الإصدار الأولي سوف يوفر اتصالًا بـ فيسبوك ماسنجر، مع تكامل سلاك وتويليو لمتابعة.

## الاستقبال والقضايا
هناك مخاوف بشأن وصول امازون إلى المحادثات الخاصة في المنزل وغيرها من المؤشرات غير اللفظية التي يمكن أن تحدد من هو موجود في المنزل مع التقاط الصوت دون توقف من الأجهزة التي تدعم أليكسا. تستجيب امازون لهذه المخاوف من خلال القول بأن الأجهزة تقوم فقط ببث التسجيلات من منزل المستخدم عندما تقوم كلمة التنبيه بتنشيط الجهاز.
تستخدم أمازون التسجيلات الصوتية السابقة المرسلة إلى الخدمة السحابية لتحسين الردود على الأسئلة المستقبلية. يمكن للمستخدمين حذف التسجيلات الصوتية المرتبطة بحسابهم.
يستخدم أليكسا عنوانًا مخزّنًا في التطبيق المصاحب عندما يحتاج إلى موقع. على سبيل المثال، تستخدم أليكسا موقع المستخدم للرد على طلبات المطاعم أو المتاجر القريبة. وبالمثل، تستخدم أليكسا موقع المستخدم للطلبات المتعلقة بالتعيين.
تحتفظ أمازون بالتسجيلات الرقمية لصوت المستخدمين الذي يتم التحدث به بعد «كلمة التنبيه»، وبينما تخضع التسجيلات الصوتية لمطالب إنفاذ القانون والوكلاء الحكوميين والكيانات الأخرى عبر أمر استدعاء، تنشر أمازون بعض المعلومات عن مذكرات الاستدعاء ومذكرات الاستدعاء ومذكرة التفويض. أقل مطالب يتلقى.
في عام 2018، حظيت مجموعة الكثير من تي، وهي فرقة هيب هوب من لندن، باهتمام وسائل الإعلام الدولية من خلال كونها أول فنانين يعرضان أمازون أليكسا كمغني راب ومغني.

## مخاوف الخصوصية
في أوائل عام 2018، تمكن باحثو الأمن من تحويل ايكو إلى جهاز مراقبة عن طريق إنشاء أليكسا سكيل الذي يمكنه تسجيل المستخدمين المطمئنين وإرسال نسخة من محادثاتهم إلى المهاجمين.
في نوفمبر 2018، أرسلت أمازون 1700 تسجيلات لزوجين أمريكيين إلى رجل أوروبي لا علاقة له بها. الحادثة تثبت أن أليكسا يسجل الناس دون علمهم. على الرغم من أن الرجل الذي تلقى التسجيلات ذكرت الشذوذ إلى الأمازون، الضحية لا يعلم فعل الشركة حتى مجلة الألمانية c't اتصلت بهم أيضا، ونشرت قصة عن الحادثة. اتصل متلقي التسجيلات المنشورة بعد أسابيع من متابعة تقريره دون استجابة من أمازون (على الرغم من أن الشركة حذفت التسجيلات من خادمها). عندما اتصلت شركة أمازون أخيرًا بالرجل الذي تم إرسال تسجيلاته إلى شخص غريب، زعموا أنهم اكتشفوا الخطأ بأنفسهم وقدموا له عضوية أولية مجانية وأجهزة أليكسا جديدة للاعتذار.
ألقت أمازون باللوم على انه «خطأ بشري» ووصفته بأنه «حالة فردية معزولة». ومع ذلك، في مايو 2018، قام جهاز أليكسا في بورتلاند، بولاية أوريغون بتسجيل محادثة العائلة وإرسالها إلى أحد جهات اتصالهم دون علمهم. رفضت الشركة الحادثة باعتباره «حدث نادر للغاية» وادعت أن الجهاز «محادثة خلفية مفسرة» هو سلسلة من الأوامر لتشغيل وتسجيل وإرسال التسجيل وتحديد مستلم معين.
من المعروف أن أليكسا تستمع إلى المحادثات الخاصة وتخزين المعلومات الشخصية التي تم اختراقها وإرسالها إلى المخترق. على الرغم من أن أمازون قد أعلنت أن هذا أمر نادر الحدوث، إلا أن أليكسا تُظهر مخاطر استخدام التكنولوجيا ومشاركة المعلومات الخاصة مع الروبوتات.
هناك قلق من أن محادثات سجلات أليكسا بين الأشخاص يمكن استخدامها بواسطة أمازون لأغراض التسويق. عبر خبراء الخصوصية عن قلقهم الحقيقي بشأن كيفية مشاركة التسويق في كل مرحلة من مراحل حياة الناس دون أن يلاحظ المستخدمون ذلك. وقد استلزم ذلك وضع لوائح يمكن أن تحمي معلومات المستخدمين الخاصة من شركات التكنولوجيا.
قضى قاضٍ في نيو هامبشاير في نوفمبر 2018 بأن السلطات يمكن أن تفحص التسجيلات من جهاز صدى أمازون المسترجع من منزل ضحية القتل كريستين سوليفان لاستخدامه كدليل ضد المدعى تيموثي فيريل. يعتقد المحققون أن الجهاز، الذي ينتمي إلى صديق الضحية، كان يمكن أن يكون قد سمع صوت القتل وعواقبه.
أثناء شريط فيديو الاستجواب / مقابلة \كريس واتس في التوقيت لزمني 16:15:15، أخبر المحقق واتس، «نحن نعرف أن هناك أليكسا في منزلك، وأنت تعرف أن هؤلاء مدربون على تسجيل الاستغاثة»، مما يشير إلى أليكسا قد ترسل تسجيلات إلى أمازون إذا تم اكتشاف ترددات وديسيبلات معينة (لا يمكن سماعها إلا أثناء الحجج أو الصرخات الشديدة). [بحاجة لمصدر]

## توفر
اعتبارًا من نوفمبر 2018، أليكسا متاح في 41 دولة. في الآونة الأخيرة، أطلقت أليكسا في البرازيل في 3 أكتوبر 2019.
- صدى الأمازون
- أمازون صدى بلس
- الأمازون صدى نقطة
- نظرة الأمازون نظرة
- عرض أمازون صدى
- بقعة الأمازون الصدى
- الحنفية الأمازون
- واحد سونوس مكبر صوت ذكي[84][85]
- مساعد لينوفو الذكي[86]
- هارمان كاردون ألور سماعات ذكية[87]
- هارمان كاردون أسترا السماعة الذكية[88]
- كيتسوند صوت واحد مكبر صوت ذكي[89]
- يوفي جيني (بواسطة انكر)[90]
- انفاكسيا ترايبي[91]
- ال جي محور سمارتثينك[92]
- السماعة الذكية انكيو قي سي-فلكس ون[93]
- شرارة بواسطة كلازيو شاشة لمس ذكية [بحاجة لمصدر]
- فابريك السماعة الذكية[94]
- فابريك كورس مكبر صوت ذكي[95]
- مربى صوت محمول المتكلم[96]
- ساعة فوبوت[97]
- مساعد صوت يلايت (خارج الصين)[98]
- [بولك أغنية قيادة شريط الصوت[99]
- لوحة التحكم الرئيسية التي تعمل باللمس بريليانت كونترول[100]
- Bose Home Speaker 500 (ستصدر في أكتوبر 2018)[101]
- Bose Soundbar 500 (سيصدر في أكتوبر 2018)
- Bose Soundbar 700 (سيصدر في أكتوبر 2018)
- مارشال ستانمور الثاني صوت ذكي المتكلم (القادمة في أكتوبر 2018)[102]
- مارشال أكتون II مكبر صوت ذكي (سيصدر في نوفمبر 2018)
- مكبر صوت ذكي من هاواوي AI Cube (في ديسمبر 2018)[103]
- حفلة ريفا (قريباً)[104]
- استاد ريفا (قريباً)
- Libratone Zip 2 (قريبًا)[105]
- Libratone Zip 2 Mini (قريبًا)
- صوت كارت (بواسطة انكر) Flare S + (قريبًا)[106]
- مقاطع صوتية ذكية من كليبشا (تم إصدارها في عام 2019)[107]
- برنامج الطاقة نظام المتكلم 3 حديث (صدر عام 2018)
- نظام الطاقة الذكي المتكلم 5 منزل (صدر في عام 2018)

### أجهزة التلفاز وصناديق الوسائط
- تلفزيون أمازون فاير (الجيل الثاني، ميزات محدودة)[108]
- الأمازون النار التلفزيون عصا
- مكعب تلفزيون أمازون فاير[109]
- العنصر 43 بوصة قور كي الترا اتش دي الذكية LED TV[110]
- تلفزيونات سوني الذكية[111]
- تلفزيونات سامسونج الذكية (2019)

### الهواتف والأجهزة اللوحية
- أقراص Amazon Fire and Fire اتش دي - أجهزة الجيل الرابع أو الخامس أو السادس (ميزات محدودة)[112][113]
- حريق 7، اتش دي 8 و 10 - الجيل السابع[114]
- هواوي ماتي 9[115]
- اتش تي سي يو11[116][117]
- قرص تي سي ال سيس[118]
- موتو اكس فور[119]
- موتو المتكلم الذكي[120]
- هاتف أساسي (هالة اللون الرمادي فقط)[121]

### أجهزة الكمبيوتر المحمولة وأجهزة الكمبيوتر المكتبية
- أجهزة الكمبيوتر المحمولة من Asus ZenBook و VivoBook (2018)[122]
- سطح المكتب HP Pavilion Wave
- لينوفو ثينك باد X1 أجهزة الكمبيوتر المحمولة (2018)[123]
- دفاتر أيسر أسباير، سبين، سويتش، سويفت[124]
- أيسر أسباير الكل في واحد

### المنزل الذكي
- أي اس يو اس Lyra Voice تري -Band Mesh واي -في Router (أليكسا Built-in + Bluetooth Speaker + سبوتيفي Connect)[125]
- Amazon Dash Wand (إصدار 2017)[126]
- GE Sol LED Lamp[127]
- ثلاجة إل جي انستافيو الذكية[128]
- Nucleus Anywhere الاتصال الداخلي[129]
- اومت يومي روبوت[130][131]
- ترموستات ذكي ايكوب[132]
- ايكوب Switch + light switch[133]
- الاجهزة غريزة مفتاح الضوء
- First Alert ون لنك Safe & Sound إنذار الدخان وكاشف أول أكسيد الكربون (إصدار 2018)[134]
- [كولر] [ فرديرا] صوت يضاء مرآة[135]
- جهاز التوجيه نت قير صوت اوربي واي-في[136]

### الأجهزة القابلة للارتداء وسماعات الأذن
- أو في بواسطة سماعات أو ان صوتي[137]
- روبوت الوشق[138]
- Pebble Core[139] (تم إلغاؤها بسبب اقتناء فيتبيت، لم يصل المنتج إلى البيع بالتجزئة)
- Orion Labs Onyx جهاز اتصال لاسلكي ذكي[140]
- أي ام سي أو سيوواتش[141]
- المريخ ساعات ذكية[142]
- اوميت Rise ساعه ذكية[143]
- سماعات أذن براغي داش وداش برو[144]

### السيارات
- سيارات فورد (طرازات مختارة)[145]
- سيارات BMW (جميع طرازات 2018)[146]
- سيارات صغيرة (جميع طرازات 2018)[147]
- سيارات تويوتا (اختر طراز 2018)[148]
- سيارات لكزس (اختر طراز 2018)[149]
- سيارات فولكس واجن (موديل 2018)[150]
- غارمين سبيك[151]
- موس باي سبيك ميوزيك[152]
- رواف فيفا من أنكر[153]

### الآخرين
- روجر (التطبيق)[154]
- تطبيق Voice in a Can لـ Apple Watch[155]
- صدى (الموقع)[156]
- تطبيقات التسوق الخاصة بـ Amazon أي أو اس و Android (فقط لشراء المنتجات من Amazon.com)[157]
- تطبيقات Amazon Music أي أو اس و Android (فقط لتشغيل الموسيقى)[158]
- التطبيق المحمول الأمازون أليكسا
- الروبوت انكي Vector[159]
- أجهزة إكس بوكس واحد

## جائزة أليكسا
في سبتمبر 2016، تم الإعلان عن مسابقة طلابية جامعية تسمى جائزة أليكسا في نوفمبر من ذلك العام. تم تجهيز الجائزة بما مجموعه 2.5 مليون دولار ويمكن للفرق وجامعاتها الفوز بالمنح النقدية والبحثية. بدأت العملية باختيار الفريق في عام 2016. تركز المسابقة الافتتاحية لعام 2017 على تحدي بناء لعبة اجتماعية. حصل فريق طلاب جامعة واشنطن على المركز الأول لجائزة عام 2017. تم الإعلان عن السنة الثانية من المنافسة.

## صندوق أليكسا
نظرًا لإيمان شركة امازون القوي بتقنيات الصوت، أعلنت امازون عن صندوق لرأس المال الاستثماري بقيمة 100 مليون دولار أمريكي في 25 يونيو 2015. من خلال استهداف المطورين وصانعي الأجهزة والشركات المبتكرة من جميع الأحجام على وجه التحديد، تهدف Amazon إلى جعل مساعدي الصوت الرقمي أكثر قوة لمستخدميها. مشاريع مؤهلة لقاعدة التمويل المالي إما عن طريق إنشاء إمكانيات أليكسا جديدة باستخدام أليكسا مهارات كيت أي اس كي) أو خدمات أليكسا الصوتيه (أي في اس).
ينشأ الاختيار النهائي للشركات من وجهة نظر العميل ويعمل إلى الوراء، والعناصر المحددة التي يتم النظر فيها للاستثمارات المحتملة هي: مستوى مركزية العميل، ودرجة الابتكار، ودافع القيادة، بما يتناسب مع خط منتجات / خدمة أليكسا، ومبلغ التمويل الآخر الذي يتم جمعه.
إلى جانب الدعم المالي، توفر أمازون الخبرة في مجال الأعمال والتكنولوجيا، وتساعد على تقديم المنتجات إلى السوق، والمساعدة في تطوير البرمجيات والبرامج الثابتة، فضلاً عن دعم التسويق المحسّن على منصات امازون الخاصة.
تشمل قائمة الأعمال الممولة (حسب الترتيب الأبجدي): الغربان المحددة وابتكار التنين وايكوب وتتجسد الشركة وجيرجيو وانفوكسيا وكيتايو جون ولوما وماراو موجيو (مرتين) وموسيقى ونواة والشيف البرتقالي ورعاية طفل البومه، بيتنت، بيكو، جرس، الكشافة، الدعم السريع لتكنولوجيا المعلومات، سترو، مختبرات ثالميك، شركة تويميل، تراك ار، ونجمة المساء.

## وصلات خارجية
- أمازون أليكسا على موقع Google Play (الإنجليزية)